# Dwars door Vlaanderen 2024
La Dwars door Vlaanderen 2024, (in italiano: Attraverso le Fiandre 2024), settantottesima edizione della corsa e valida come tredicesima prova dell'UCI World Tour 2024 categoria 1.UWT, si svolse il 27 marzo 2024 su un percorso di 188,6 km, con partenza da Roeselare e arrivo a Waregem, in Belgio. La vittoria fu appannaggio dello statunitense Matteo Jorgenson, il quale completò il percorso in 4h07'44", alla media di 45,678 km/h, precedendo il norvegese Jonas Abrahamsen e lo svizzero Stefan Küng.
Sul traguardo di Waregem 135 ciclisti, dei 173 partiti da Roeselare, portarono a termine la competizione.

## Squadre e corridori partecipanti
| N.      | Cod. | Squadra                         |
| ------- | ---- | ------------------------------- |
| 1-7     | TVL  | Team Visma-Lease a Bike         |
| 11-17   | LTK  | Lidl-Trek                       |
| 21-27   | ADC  | Alpecin-Deceuninck              |
| 31-37   | UAD  | UAE Team Emirates               |
| 41-47   | GFC  | Groupama-FDJ                    |
| 51-57   | SOQ  | Soudal Quick-Step               |
| 61-67   | IWA  | Intermarché-Wanty               |
| 71-77   | EFE  | EF Education-EasyPost           |
| 81-87   | IGD  | Ineos Grenadiers                |
| 91-97   | MOV  | Movistar Team                   |
| 101-107 | ARK  | Arkéa-B&B Hotels                |
| 111-117 | COF  | Cofidis                         |
| 121-127 | DAT  | Decathlon AG2R La Mondiale Team |

| N.      | Cod. | Squadra                   |
| ------- | ---- | ------------------------- |
| 131-137 | BOH  | Bora-Hansgrohe            |
| 141-147 | TBV  | Bahrain Victorious        |
| 151-157 | DFP  | Team DSM-Firmenich PostNL |
| 161-167 | JAY  | Team Jayco AlUla          |
| 171-177 | AST  | Astana Qazaqstan Team     |
| 181-187 | LTD  | Lotto Dstny               |
| 191-197 | IPT  | Israel-Premier Tech       |
| 201-207 | UXM  | Uno-X Mobility            |
| 211-217 | Q36  | Q36.5 Pro Cycling Team    |
| 221-227 | TEN  | TotalEnergies             |
| 231-237 | BWB  | Bingoal WB                |
| 241-247 | TFB  | Team Flanders-Baloise     |

## Ordine d'arrivo (Top 10)
| Pos. | Corridore         | Squadra       | Tempo    |
| ---- | ----------------- | ------------- | -------- |
| 1    | Matteo Jorgenson  | Visma         | 5h36'00" |
| 2    | Jonas Abrahamsen  | Uno-X         | a 29"    |
| 3    | Stefan Küng       | Groupama      | s.t.     |
| 4    | Tiesj Benoot      | Visma         | s.t.     |
| 5    | Dries De Bondt    | Alpecin       | s.t.     |
| 6    | Joshua Tarling    | Ineos         | a 44"    |
| 7    | Jonathan Milan    | Lidl          | a 1'47"  |
| 8    | Michael Valgren   | EF            | s.t.     |
| 9    | Mathias Norsgaard | Movistar      | s.t.     |
| 10   | Thomas Gachignard | TotalEnergies | s.t.     |